# Île Santa Maria (Sicile)
Pour les articles homonymes, voir Île Santa Maria.
L'île Santa Maria (en italien : isola Santa Maria) est une île italienne dans le canal de Sicile, appartenant administrativement à Marsala.

## Description
Elle fait partie de la réserve naturelle régionale des îles de Stagnone di Marsala et s'étend sur environ 1,3 km de longueur pour une largeur approximative de 250 m au plus large. 

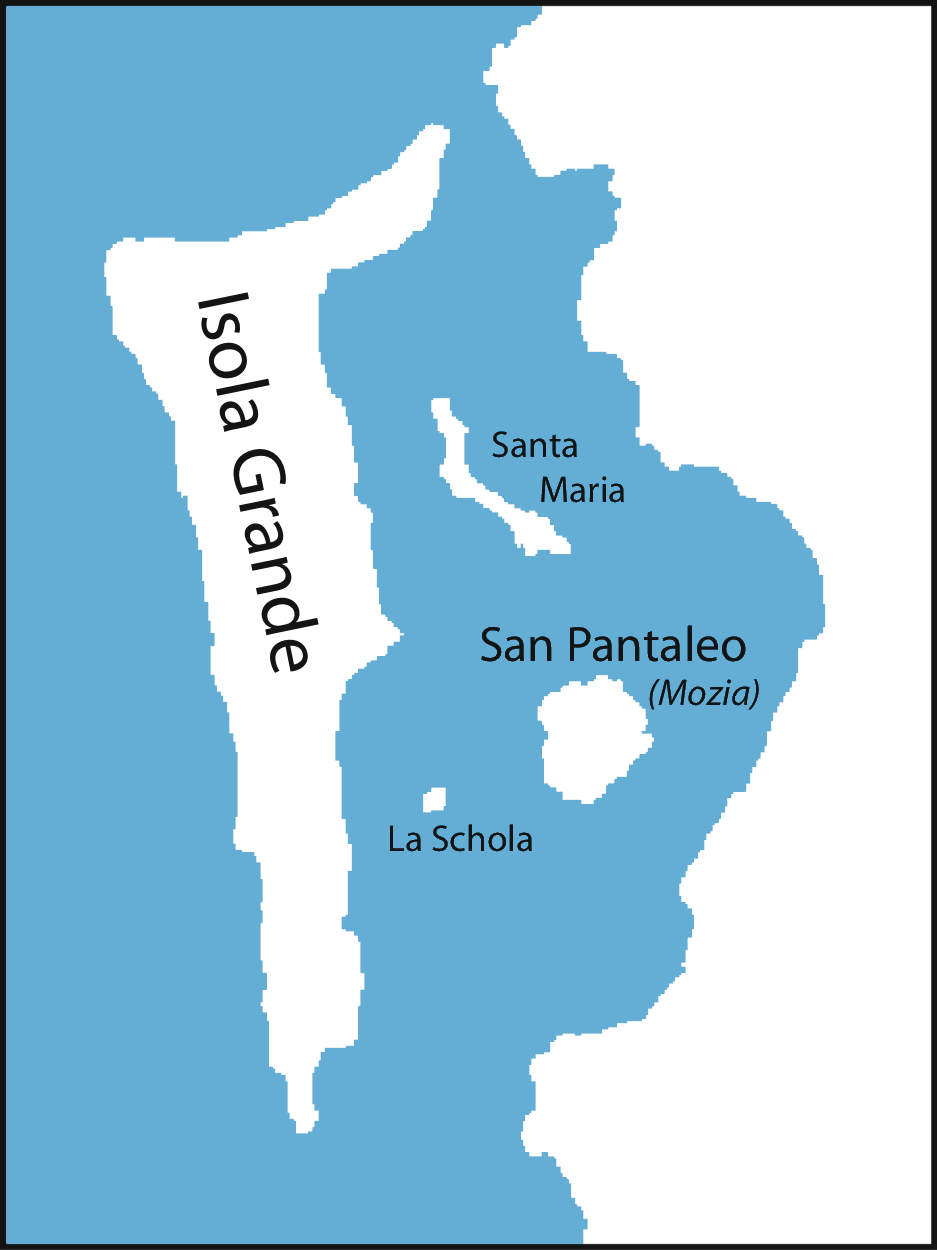
Localisation